# 林達永
林 達永（イム・ダリョン、임달영、1977年6月14日 - ）は、韓国の小説家、漫画原作者。

## 来歴
1990年代末にゲーム会社CDPAを設立する。しかし、韓国でのオンラインゲームブームによりビジュアルノベルのジャンルやパッケージゲームの時代が終わり、倒産する。
1995年頃より、小説やライトノベルなどを執筆し始める。2001年より、「ZERO－始まりの館」の漫画原作を担当し、以降は漫画原作家として多数の作品に関わるようになる。
2009年には「黒神」がアニメ化、2011年には「フリージング」がアニメ化、2021年には「JKからやり直すシルバープラン」がドラマ化するなど、ヒット作を量産している。

## 作品について
- シナリオを書く時は「MOONZERO」の名義を使用する。よく文法を間違え、デザイナーたちに直してもらったという。

## 漫画作品

### 韓国
- ZERO－始まりの館（제로-시작의 관） - 朴晟佑（パク・ソンウ）作画 （全10巻）日本語版はヴァルキリーコミックスより既刊5巻（「ZERO－始まりの章」として）。
- ZERO－流れの円（제로-흐름의 원） - 朴晟佑（パク・ソンウ）作画（ゲーム・コミカライズ版 全1巻）ノ・サンヨン作画（雑誌連載版）
- アンバランス×2（언밸런스x2） - 李秀顯（イ・スヒョン）作画 原作は全10巻。日本語版はヴァルキリーコミックスより全10巻
- 炎のインフェルノ（불꽃의 인페르노） - 金光鉉（キム・クァンヒョン）作画 日本語版はヴァルキリーコミックスより既刊5巻 現在中断
- アンバランス×3（언밸런스x3） - 李秀顯（イ・スヒョン）作画 日本語版はスプレッドコミックスより既刊2巻

### 日本
- 鬼姫VS - 李秀顯（イ・スヒョン）作画、「コミックヴァルキリー」連載
- 黒神[3] - 朴晟佑（パク・ソンウ）作画、「ヤングガンガン」連載
- フリージング - 金光鉉（キム・クァンヒョン）作画、「コミックヴァルキリー」連載
- 幽霊王 - 尹載皓（ユン・ゼホ）作画、「コミックヴァルキリー」連載
- Re:BIRTH -The Lunatic Taker- - 李秀顯（イ・スヒョン）作画、「コミックアライブ」連載
- こいもく - 李海源（イ・ヘウォン）作画、「コミックヴァルキリー」連載
- エースメイド - 李海源作画、「コミックフラッパー」連載
- サイ：テイカー -二人のアルテミス- - 李秀顯（イ・スヒョン）作画、「コミックアライブ」連載
- アーク：ロマンサー - 金素姫（パン・ソリ）作画、「コミックアライブ」連載
- ポンコツ女神の異世界創世録  - 金光鉉作画、「コミックヴァルキリー」連載
- JKからやり直すシルバープラン - 李惠成作画、「コミックヴァルキリー」連載
- 同人誌 CROSS MAKE - CDPA
- ドローイング 最強漫画家はお絵描きスキルで異世界無双する! - 金光鉉作画、「コミックヴァルキリー」連載

## 小説

### 韓国
- ZERO PERFECT DIMENSION （D&Cメディア シードノベル）
- 幽霊王 （D&Cメディア シードノベル）

## ゲームシナリオ
- 青い涙 - CDPA 第1作
- Silhouette（シルエット） - CDPA 第2作（原画：ANICD）
- 季節の花嫁 - CDPA 第3作（原画：ANICD）
- ZERO －流れの円 - CDPA韓国
- スカードジャム - CDPA韓国

## メディアミックス作品
- 2009年 「黒神」 アニメ化
- 2011年 「フリージング」 アニメ化
- 2021年 「JKからやり直すシルバープラン」 ドラマ化